# Giraudia plana
Giraudia plana là một loài tò vò trong họ Ichneumonidae.